# Zootrope Films
Zootrope Films était une société française de distribution de films fondée en 2002 par Gilles Boulenger, ancien rédacteur en chef de la revue de cinéma Le Cinéphage et ancien délégué général adjoint de L'Étrange Festival. La société a cessé ses activités en août 2018.

## Filmographie

### 2018
- Enquête au paradis de Merzak Allouache

### 2017
- 11 Minutes de Jerzy Skolimowski
- Mai morire d'Enrique Rivero
- Paul Sharits de François Miron
- Un jour nouveau de Reza Mirkarimi

### 2016
- Aurora de Rodrigo Sepúlveda
- Man on High Heels de Jang Jin
- Mobile Étoile de Raphaël Nadjari
- Tous les chats sont gris de Savina Dellicour

### 2015
- Alphabet d'Erwin Wagenhofer
- Crache cœur de Julia Kowalski
- La Femme de compagnie d'Anja Marquardt
- Le Retour de Fabiola de Jairo Boisier
- La Révélation d'Ela d'Aslı Özge
- Der Samurai de Till Kleinert
- Le Scandale Paradjanov ou la Vie tumultueuse d'un artiste soviétique de Serge Avédikian et Olena Fetisova
- Shanghaï Belleville de Lee Show-chun
- Un sort pour éloigner les ténèbres de Ben Rivers et Ben Russell

### 2014
- Amours cannibales de Manuel Martín Cuenca
- Circles  de Srdan Golubović
- L'Éclat du jour de Tizza Covi et Rainer Frimmel
- La Femme du ferrailleur de Danis Tanović
- Métabolisme ou quand le soir tombe sur Bucarest de Corneliu Porumboiu
- Noor  de Çagla Zencirci et Guillaume Giovanetti
- Notre enfance à Tbilissi de Téona Grenade et Thierry Grenade
- Le Secret de Kanwar d'Anup Singh

### 2013
- Blackie et Kanuto : Une aventure à décrocher la lune de Francis Nielsen
- La Chair de ma chair de Denis Dercourt
- Le Major  de Youri Bykov
- Papa vient dimanche  de Radu Jude
- La sirga de William Vega

### 2012
- La Femme qui aimait les hommes de Hagar Ben Asher
- Guilty of Romance de Sion Sono
- Ingrid Jonker de Paula van der Oest
- Turn Me On! de Jannicke Systad Jacobsen
- Une éducation norvégienne de Jens Lien
- Y'a pire ailleurs de Jean-Henri Meunier

### 2011
- Amours salées et Plaisirs sucrés de Joaquin Oristrell
- El Bulli  de Gereon Wetzel
- L'Enfance d'Icare d'Alex Iordachescu
- La Lisière de Géraldine Bajard
- Plastic Planet de Werner Boote

### 2010
- Amer de Hélène Cattet et Bruno Forzani
- Anvil! The Story of Anvil de Sacha Gervasi
- Destination Himalaya  de Jeon Soo-il
- Marga de Ludi Boeken
- La Pivellina de Tizza Covi et Rainer Frimmel
- Policier, adjectif de Corneliu Porumboiu

### 2009
- 7 Minutes au paradis de Omri Givon
- Black de Pierre Laffargue
- Liverpool de Lisandro Alonso
- Nous resterons sur Terre d'Olivier Bourgeois et Pierre Barougier
- La Petite Fille de la terre noire de Jeon Soo-il
- Sherrybaby de Laurie Collyer

### 2008
- Dressé pour vivre de Julian Goldberger
- La Fièvre de l'or d'Olivier Weber
- Fleur secrète (1974) de Masaru Konuma
- Les Larmes de madame Wang de Liu Bingjian
- La Môme Xiao de Tao Peng
- Trop jeunes pour mourir de Park Jin-pyo

### 2007
- Gradiva d'Alain Robbe-Grillet
- Loft de Kiyoshi Kurosawa
- Nothing de Vincenzo Natali
- Quand l'embryon part braconner (1966) de Kōji Wakamatsu
- We Feed the World de Erwin Wagenhofer

### 2006
- Bubba Ho-tep de Don Coscarelli
- Family Portraits, une trilogie américaine de Douglas Buck
- L'Imposteur de Christoph Hochhäusler
- Massaker de Monika Borgmann, Lokman Slim et Hermann Theissen
- Passages de Yang Chao
- Shakti de Krishna Vamshi
- La Vie secrète de madame Yoshino (1976) de Masaru Konuma

### 2005
- Adresse inconnue de Kim Ki-duk
- La Bête aveugle (1969) de Yasuzō Masumura
- Deadlines de Ludi Boeken et Michael Alan Lerner
- La Fenêtre d'en face de Ferzan Özpetek
- Passion (1964) de Yasuzō Masumura
- Shizo de Goulchad Omarova
- Twist de Jacob Tierney

### 2004
- La Femme de Seisaku (1965) de Yasuzō Masumura
- May de Lucky McKee
- Séance de Kiyoshi Kurosawa
- Struggle de Ruth Mader
- Tatouage (1966) de Yasuzō Masumura

### 2003
- Love Streams (1983) de John Cassavetes
- Lovely Rita de Jessica Hausner
- Rêve d'usine de Luc Decaster